# Algebris
Algebris Investments è una società di gestione del risparmio britannica, fondata da Davide Serra.

## Storia
Algebris è stata fondata nel 2006 come società a responsabilità limitata dall'italiano Davide Serra e dal francese Eric Halet, che ha lasciato la società nel marzo 2012. È una società di gestione del risparmio che attua strategie d’investimento a lungo termine e alternative. Si è specializzata nel settore finanziario globale, dove investe in azioni e obbligazioni attraverso la struttura di capitale delle istituzioni finanziarie, mentre nel privato opera su crediti ipotecari di primo grado garantiti da immobili residenziali in Italia. Algebris è regolamentata dalla Financial Conduct Authority (FCA), dalla SEC, dalla MAS, dalla FSA e dalla CSSF.
Originariamente affiliata a TCI Fund Management Ltd., società fondata da Chris Hohn nel 2003, Algebris impiega oltre 140 persone che operano negli uffici di Londra, Milano, Roma, Zurigo, Dublino, Boston, Singapore e Tokyo.

## Attività
Nel primo anno di attività il fondo è cresciuto da circa 700 milioni a quasi 2 miliardi di dollari gestiti, assicurando agli investitori un guadagno del 40%, e ha chiuso con oltre 12 milioni di euro di utili. Algebris si è fatta notare per diverse battaglie contro i vertici di Assicurazioni Generali e per i grandi rendimenti che garantisce agli investitori.
Algebris è storicamente specializzata nel settore del credito finanziario globale dove investe in tutta la struttura di capitale. Dal 2016 ha lanciato una strategia di investimento nel credito globale, e l’anno successivo ha esteso la propria offerta al mercato italiano con un fondo che investe in titoli azionari di società italiane, con un focus sul segmento delle piccole e medie imprese. Dall’agosto 2020, in seguito alla partnership con Hedge Invest Sgr, è stata avviata la commercializzazione in Italia di un fondo ELTIF azionario conforme alle norme sui PIR Alternativi previsti dal Decreto Rilancio.
In ambito privato, dal 2014 la società investe in crediti ipotecari di primo grado, concentrandosi principalmente su prestiti garantiti da immobili residenziali di lusso in Italia. Per supportare le strategie di investimento NPL, è stato sviluppato nel 2019 Algos, lo special servicer proprietario che gestisce in modo integrato crediti e proprietà.
A febbraio 2021 Algebris annuncia la costituzione di una nuova linea di business dedicata agli obiettivi di transizione energetica e ambientale guidata da Valerio Camerano.

## Obiettivi di sviluppo sostenibile
Algebris è diventato firmataria dei PRI - Principles for Responsible Investments promossi dalle Nazioni Unite il 23 luglio 2019.
Nel 2019 Algebris ha messo in atto un progetto di compensazione delle emissioni di carbonio, mirato a raggiungere la carbon neutrality di tutto il Gruppo con la piantumazione di 25.000 alberi e impegnandosi a piantare altri 20 alberi per dipendente ogni anno. Questo progetto viene realizzato in Tanzania, in collaborazione con Hakuna Matata, un'organizzazione benefica registrata nel Regno Unito fondata da Serra.  A dicembre 2021 Algebris ha fin qui piantato circa 82.000 alberi.

## Controversie
Nell'ottobre 2012, in seguito al sostegno di Serra a Matteo Renzi in occasione delle primarie del centrosinistra, è nata una polemica, con Pier Luigi Bersani e il Corriere della Sera che hanno criticato Serra per la presunta sede di Algebris alle Isole Cayman, noto paradiso fiscale. Secondo quanto affermato da Serra non sarebbe il fondo ad avere sede alle Cayman, bensì Algebris Investments (Cayman) Ltd, una società di servizi correlata, controllata dallo stesso Serra, e che sarebbe utilizzata solo come "veicolo legale" per non far pagare le tasse agli investitori in più stati.